# باول كرامبتون
باول كرامبتون (بالإنجليزية: Paul Crampton)‏ هو لاعب كرة قدم بريطاني في مركز ظهير ‏، ولد في 28 يناير 1953 في Cleethorpes ‏ في المملكة المتحدة. لعب مع غريمسبي تاون.